# Liste des membres de la 4e Assemblée d'Irlande du Nord
La quatrième Assemblée d'Irlande du Nord était la législature décentralisée monocamérale d'Irlande du Nord  à la suite de l'élection de l'assemblée le 5 mai 2011. Cette itération de l'Assemblée élue s'est réunie pour la première fois le 12 mai 2011 dans les édifices du Parlement à Stormont.
Lors de l'élection, 18 circonscriptions de l'Assemblée ont élu chacune six Membre de l'Assemblée législative (MLAs). Le Democratic Unionist Party (DUP), dirigé par Peter Robinson, est resté le plus grand parti unioniste et le plus important dans l'ensemble. Le Sinn Féin, dirigé par Gerry Adams, est resté le plus grand parti nationaliste irlandais et le deuxième en importance. Conformément à l'accord de Belfast et à l'accord de St Andrews, une coalition de partage du pouvoir a ensuite été formée avec le DUP, le Sinn Féin, l'Ulster Unionist Party (UUP), le Social Democratic and Labour Party (SDLP) et l'Alliance Party of Northern Ireland. William Hay a été élu Speaker lors de la première séance de l'Assemblée. Après la retraite de Hay, Mitchel McLaughlin a été élu premier Speaker nationaliste en octobre 2014.
L'UUP, dirigée par Tom Elliott et le SDLP, dirigé par Margaret Ritchie, ont obtenu moins de sièges que lors de l'assemblée précédente. L'Alliance Party, dirigé par David Ford, a émergé de l'élection avec un mandat accru après avoir obtenu un siège supplémentaire. Les quatre principaux partis qui siégeaient en dehors de l'Exécutif d'Irlande du Nord et servaient ainsi officieusement dans l'opposition étaient le Green Party in Northern Ireland, le Traditional Unionist Voice, NI21 et l'United Kingdom Independence Party.
Plus des trois quarts des membres de la 3e Assemblée d'Irlande du Nord ont été réélus à la 4e : 83 MLAs avaient été membres pendant tout ou partie du mandat précédent de l'Assemblée. Cela comprenait 11 personnes qui sont devenues MLAs à l'Assemblée précédente par cooptation. Vingt des MLAs élus en 2011 étaient des femmes. 25 nouveaux MLAs ont été élus à l'Assemblée, soit 23 % du total.

## Points forts du parti
| Parti                          | Parti                              | Désignation  | Mai 2011 élection | Jul 2015 Fin |
| ------------------------------ | ---------------------------------- | ------------ | ----------------- | ------------ |
| ●                              | Democratic Unionist Party          | Unioniste    | 38                | 38           |
| ●                              | Sinn Féin                          | Nationaliste | 29                | 28           |
| ●                              | Ulster Unionist Party              | Unioniste    | 16                | 13           |
| ●                              | Social Democratic and Labour Party | Nationaliste | 14                | 14           |
| ●                              | Alliance Party of Northern Ireland | Autre        | 8                 | 8            |
|                                | Green Party in Northern Ireland    | Autre        | 1                 | 1            |
|                                | Traditional Unionist Voice         | Unioniste    | 1                 | 1            |
|                                | Independent                        | Unioniste    | 1                 | 2            |
|                                | NI21                               | Unioniste    | -                 | 1            |
|                                | UKIP                               | Unioniste    | -                 | 1            |
|                                | Speaker                            | Aucun        | 0                 | 1            |
| Totaux par désignation         | Totaux par désignation             | Unioniste    | 56                | 56           |
| Totaux par désignation         | Totaux par désignation             | Nationaliste | 43                | 42           |
| Totaux par désignation         | Totaux par désignation             | Autre        | 9                 | 9            |
| Totaux par désignation         | Totaux par désignation             | Aucun        | 0                 | 1            |
| Total                          | Total                              | Total        | 108               | 108          |
| ● = Exécutif d'Irlande du Nord |                                    |              |                   |              |

1. ↑  L'UUP s'est retiré de l'exécutif le 1er septembre 2015.
2. ↑  En mai 2014, NI21 a annoncé son intention de désigner comme "Autre" mais est techniquement resté désigné unioniste.
3. ↑  Une fois élu, le Speaker renonce à son affiliation à un parti.

### Représentation graphique

Tel qu'élu, le 5 mai 2011
12 mai 2011 au 27 janvier 2012
12 janvier 2015 jusqu'à la fin

Ce n'est pas le plan de salle réel.

## Leadership
- Speaker: Mitchel McLaughlin (anciennement Sinn Féin) (depuis le 12 Jan 2015) — William Hay (anciennement Democratic Unionist Party) (jusqu'au 13 Oct 2014)
- Vice-Speaker principal: Robin Newton (Democratic Unionist Party)
- Vice-Speaker: John Dallat (Social Democratic and Labour Party)
- Vice-Speaker: Roy Beggs Jr (Ulster Unionist Party)

### Exécutif
- Premier ministre et Leader du Democratic Unionist Party: Peter Robinson
- Vice-Premier ministre: Martin McGuinness
  - Leader de l'Assemblée du Sinn Féin: Raymond McCartney
- Leader du Social Democratic and Labour Party: Alasdair McDonnell
- Leader de l'Alliance Party of Northern Ireland: David Ford

### Opposition
- Leaders du Ulster Unionist Party: Mike Nesbitt
- Leader du Green Party in Northern Ireland: Steven Agnew
- Leader du NI21: Basil McCrea
- Leader de Traditional Unionist Voice: Jim Allister
- de l'Assemblée de l'UKIP : David McNarry

## MLAs par parti
Voici une liste des MLAs élus à l'Assemblée d'Irlande du Nord lors des élections de 2011 à l'Assemblée d'Irlande du Nord, triés par parti.
À ne pas confondre: Paul Girvan (South Antrim) et Paul Givan (Lagan Valley) sont des personnes différentes, bien que tous deux aient été cooptés pour remplacer les membres unionistes démocrates sortants de la dernière Assemblée. Roy Beggs, Jr. (1962-) est le fils du syndicaliste de l’Ulster Roy Beggs (1936-), ancien membre de l'assemblée pour North Antrim et ancien MP de East Antrim à la Chambre des communes britannique. De même, Mark H. Durkan (b. 1978) est le neveu de l’ancien leader du SDLP Mark Durkan Mark Durkan (b. 1960), qui a quitté l’Assemblée après son élection en 2010 comme MP de Foyle.
| Parti                    | Parti                                   | Nom                        | Circonscription  |
| ------------------------ | --------------------------------------- | -------------------------- | ---------------- |
|                          | Democratic Unionist Party (38)          | Sydney Anderson            | Upper Bann       |
| Jonathan Bell            | Democratic Unionist Party (38)          | Strangford                 |                  |
| Paula Bradley            | Democratic Unionist Party (38)          | Belfast North              |                  |
| Thomas Buchanan          | Democratic Unionist Party (38)          | West Tyrone                |                  |
| Gregory Campbell         | Democratic Unionist Party (38)          | East Londonderry           |                  |
| Trevor Clarke            | Democratic Unionist Party (38)          | South Antrim               |                  |
| Jonathan Craig           | Democratic Unionist Party (38)          | Lagan Valley               |                  |
| Sammy Douglas            | Democratic Unionist Party (38)          | Belfast East               |                  |
| Gordon Dunne             | Democratic Unionist Party (38)          | North Down                 |                  |
| Alex Easton              | Democratic Unionist Party (38)          | North Down                 |                  |
| Arlene Foster            | Democratic Unionist Party (38)          | Fermanagh and South Tyrone |                  |
| Paul Frew                | Democratic Unionist Party (38)          | North Antrim               |                  |
| Paul Girvan              | Democratic Unionist Party (38)          | South Antrim               |                  |
| Paul Givan               | Democratic Unionist Party (38)          | Lagan Valley               |                  |
| Brenda Hale              | Democratic Unionist Party (38)          | Lagan Valley               |                  |
| Simon Hamilton           | Democratic Unionist Party (38)          | Strangford                 |                  |
| David Hilditch           | Democratic Unionist Party (38)          | East Antrim                |                  |
| William Humphrey         | Democratic Unionist Party (38)          | Belfast North              |                  |
| William Irwin            | Democratic Unionist Party (38)          | Newry and Armagh           |                  |
| Pam Lewis                | Democratic Unionist Party (38)          | South Antrim               |                  |
| Gordon Lyons †           | Democratic Unionist Party (38)          | East Antrim                |                  |
| Nelson McCausland        | Democratic Unionist Party (38)          | Belfast North              |                  |
| Ian McCrea               | Democratic Unionist Party (38)          | Mid Ulster                 |                  |
| David McIlveen           | Democratic Unionist Party (38)          | North Antrim               |                  |
| Michelle McIlveen        | Democratic Unionist Party (38)          | Strangford                 |                  |
| Adrian McQuillan         | Democratic Unionist Party (38)          | East Londonderry           |                  |
| Gary Middleton ††        | Democratic Unionist Party (38)          | Foyle                      |                  |
| Maurice Morrow           | Democratic Unionist Party (38)          | Fermanagh and South Tyrone |                  |
| Stephen Moutray          | Democratic Unionist Party (38)          | Upper Bann                 |                  |
| Robin Newton             | Democratic Unionist Party (38)          | Belfast East               |                  |
| Emma Pengelly †          | Democratic Unionist Party (38)          | Belfast South              |                  |
| Edwin Poots              | Democratic Unionist Party (38)          | Lagan Valley               |                  |
| George Robinson          | Democratic Unionist Party (38)          | East Londonderry           |                  |
| Peter Robinson           | Democratic Unionist Party (38)          | Belfast East               |                  |
| Alastair Ross            | Democratic Unionist Party (38)          | East Antrim                |                  |
| Mervyn Storey            | Democratic Unionist Party (38)          | North Antrim               |                  |
| Peter Weir               | Democratic Unionist Party (38)          | North Down                 |                  |
| Jim Wells                | Democratic Unionist Party (38)          | South Down                 |                  |
|                          | Sinn Féin (28)                          | Cathal Boylan              | Newry and Armagh |
| Michaela Boyle           | Sinn Féin (28)                          | West Tyrone                |                  |
| Megan Fearon †           | Sinn Féin (28)                          | Newry and Armagh           |                  |
| Phil Flanagan            | Sinn Féin (28)                          | Fermanagh and South Tyrone |                  |
| Chris Hazzard †          | Sinn Féin (28)                          | South Down                 |                  |
| Gerry Kelly              | Sinn Féin (28)                          | Belfast North              |                  |
| Seán Lynch               | Sinn Féin (28)                          | Fermanagh and South Tyrone |                  |
| Alex Maskey †            | Sinn Féin (28)                          | Belfast West               |                  |
| Declan McAleer †         | Sinn Féin (28)                          | West Tyrone                |                  |
| Fra McCann               | Sinn Féin (28)                          | Belfast West               |                  |
| Jennifer McCann          | Sinn Féin (28)                          | Belfast West               |                  |
| Raymond McCartney        | Sinn Féin (28)                          | Foyle                      |                  |
| Rosie McCorley †         | Sinn Féin (28)                          | Belfast West               |                  |
| Barry McElduff           | Sinn Féin (28)                          | West Tyrone                |                  |
| Bronwyn McGahan †        | Sinn Féin (28)                          | Fermanagh and South Tyrone |                  |
| Martin McGuinness        | Sinn Féin (28)                          | Mid Ulster                 |                  |
| Daithí McKay             | Sinn Féin (28)                          | North Antrim               |                  |
| Maeve McLaughlin †       | Sinn Féin (28)                          | Foyle                      |                  |
| Oliver McMullan          | Sinn Féin (28)                          | East Antrim                |                  |
| Ian Milne †              | Sinn Féin (28)                          | Mid Ulster                 |                  |
| Conor Murphy †           | Sinn Féin (28)                          | Newry and Armagh           |                  |
| Carál Ní Chuilín         | Sinn Féin (28)                          | Belfast North              |                  |
| Cathal Ó hOisín          | Sinn Féin (28)                          | East Londonderry           |                  |
| Máirtín Ó Muilleoir †    | Sinn Féin (28)                          | Belfast South              |                  |
| John O'Dowd              | Sinn Féin (28)                          | Upper Bann                 |                  |
| Michelle O'Neill         | Sinn Féin (28)                          | Mid Ulster                 |                  |
| Caitríona Ruane          | Sinn Féin (28)                          | South Down                 |                  |
| Pat Sheehan              | Sinn Féin (28)                          | Belfast West               |                  |
|                          | Ulster Unionist Party (13)              | Andy Allen †               | Belfast East     |
| Roy Beggs, Jr.           | Ulster Unionist Party (13)              | East Antrim                |                  |
| Adrian Cochrane-Watson † | Ulster Unionist Party (13)              | South Antrim               |                  |
| Leslie Cree              | Ulster Unionist Party (13)              | North Down                 |                  |
| Jo-Anne Dobson           | Ulster Unionist Party (13)              | Upper Bann                 |                  |
| Sam Gardiner             | Ulster Unionist Party (13)              | Upper Bann                 |                  |
| Ross Hussey              | Ulster Unionist Party (13)              | West Tyrone                |                  |
| Danny Kennedy            | Ulster Unionist Party (13)              | Newry and Armagh           |                  |
| Michael McGimpsey        | Ulster Unionist Party (13)              | Belfast South              |                  |
| Mike Nesbitt             | Ulster Unionist Party (13)              | Strangford                 |                  |
| Sandra Overend           | Ulster Unionist Party (13)              | Mid Ulster                 |                  |
| Alastair Patterson ††    | Ulster Unionist Party (13)              | Fermanagh and South Tyrone |                  |
| Robin Swann              | Ulster Unionist Party (13)              | North Antrim               |                  |
|                          | Social Democratic and Labour Party (14) | Alex Attwood               | Belfast West     |
| Dominic Bradley          | Social Democratic and Labour Party (14) | Newry and Armagh           |                  |
| John Dallat              | Social Democratic and Labour Party (14) | East Londonderry           |                  |
| Gerard Diver †           | Social Democratic and Labour Party (14) | Foyle                      |                  |
| Mark H. Durkan           | Social Democratic and Labour Party (14) | Foyle                      |                  |
| Colum Eastwood           | Social Democratic and Labour Party (14) | Foyle                      |                  |
| Claire Hanna †           | Social Democratic and Labour Party (14) | Belfast South              |                  |
| Dolores Kelly            | Social Democratic and Labour Party (14) | Upper Bann                 |                  |
| Daniel McCrossan †       | Social Democratic and Labour Party (14) | West Tyrone                |                  |
| Patsy McGlone            | Social Democratic and Labour Party (14) | Mid Ulster                 |                  |
| Karen McKevitt           | Social Democratic and Labour Party (14) | South Down                 |                  |
| Fearghal McKinney †      | Social Democratic and Labour Party (14) | Belfast South              |                  |
| Alban Maginness          | Social Democratic and Labour Party (14) | Belfast North              |                  |
| Seán Rogers †            | Social Democratic and Labour Party (14) | South Down                 |                  |
|                          | Alliance Party of Northern Ireland (8)  | Judith Cochrane            | Belfast East     |
| Stewart Dickson          | Alliance Party of Northern Ireland (8)  | East Antrim                |                  |
| Stephen Farry            | Alliance Party of Northern Ireland (8)  | North Down                 |                  |
| David Ford               | Alliance Party of Northern Ireland (8)  | South Antrim               |                  |
| Anna Lo                  | Alliance Party of Northern Ireland (8)  | Belfast South              |                  |
| Trevor Lunn              | Alliance Party of Northern Ireland (8)  | Lagan Valley               |                  |
| Chris Lyttle             | Alliance Party of Northern Ireland (8)  | Belfast East               |                  |
| Kieran McCarthy          | Alliance Party of Northern Ireland (8)  | Strangford                 |                  |
|                          | Green Party in Northern Ireland (1)     | Steven Agnew               | North Down       |
|                          | Traditional Unionist Voice (1)          | Jim Allister               | North Antrim     |
|                          | Independent (2)                         | John McCallister ‡         | South Down       |
| Claire Sugden †          | Independent (2)                         | East Londonderry           |                  |
|                          | NI21 (1)                                | Basil McCrea ‡             | Lagan Valley     |
|                          | UKIP (1)                                | David McNarry ‡            | Strangford       |
|                          | Speaker (1)                             | Mitchel McLaughlin ‡       | South Antrim     |

† Co-opted to replace an elected MLA
‡ Changed affiliation during the term

## MLAs par circonscription
La liste est donnée par ordre alphabétique par circonscription.
| Membres de la 4e Assemblée d'Irlande du Nord | Membres de la 4e Assemblée d'Irlande du Nord | Membres de la 4e Assemblée d'Irlande du Nord | Membres de la 4e Assemblée d'Irlande du Nord |
| Circonscription                              | Nom                                          | Parti                                        | Parti                                        |
| -------------------------------------------- | -------------------------------------------- | -------------------------------------------- | -------------------------------------------- |
| Belfast East                                 | Andy Allen †                                 |                                              | Ulster Unionist Party                        |
| Belfast East                                 | Judith Cochrane                              |                                              | Alliance Party of Northern Ireland           |
| Belfast East                                 | Sammy Douglas                                |                                              | Democratic Unionist Party                    |
| Belfast East                                 | Chris Lyttle                                 |                                              | Alliance Party of Northern Ireland           |
| Belfast East                                 | Robin Newton                                 |                                              | Democratic Unionist Party                    |
| Belfast East                                 | Peter Robinson                               |                                              | Democratic Unionist Party                    |
| Belfast North                                | Paula Bradley                                |                                              | Democratic Unionist Party                    |
| Belfast North                                | William Humphrey                             |                                              | Democratic Unionist Party                    |
| Belfast North                                | Gerry Kelly                                  |                                              | Sinn Féin                                    |
| Belfast North                                | Nelson McCausland                            |                                              | Democratic Unionist Party                    |
| Belfast North                                | Alban Maginness                              |                                              | Social Democratic and Labour Party           |
| Belfast North                                | Carál Ní Chuilín                             |                                              | Sinn Féin                                    |
| Belfast South                                | Claire Hanna †                               |                                              | Social Democratic and Labour Party           |
| Belfast South                                | Anna Lo                                      |                                              | Alliance Party of Northern Ireland           |
| Belfast South                                | Michael McGimpsey                            |                                              | Ulster Unionist Party                        |
| Belfast South                                | Fearghal McKinney †                          |                                              | Social Democratic and Labour Party           |
| Belfast South                                | Máirtín Ó Muilleoir †                        |                                              | Sinn Féin                                    |
| Belfast South                                | Emma Pengelly †                              |                                              | Democratic Unionist Party                    |
| Belfast West                                 | Alex Attwood                                 |                                              | Social Democratic and Labour Party           |
| Belfast West                                 | Fra McCann                                   |                                              | Sinn Féin                                    |
| Belfast West                                 | Jennifer McCann                              |                                              | Sinn Féin                                    |
| Belfast West                                 | Alex Maskey †                                |                                              | Sinn Féin                                    |
| Belfast West                                 | Paul Maskey                                  |                                              | Sinn Féin                                    |
| Belfast West                                 | Pat Sheehan                                  |                                              | Sinn Féin                                    |
| East Antrim                                  | Roy Beggs, Jr.                               |                                              | Ulster Unionist Party                        |
| East Antrim                                  | Stewart Dickson                              |                                              | Alliance Party of Northern Ireland           |
| East Antrim                                  | David Hilditch                               |                                              | Democratic Unionist Party                    |
| East Antrim                                  | Gordon Lyons †                               |                                              | Democratic Unionist Party                    |
| East Antrim                                  | Oliver McMullan                              |                                              | Sinn Féin                                    |
| East Antrim                                  | Alastair Ross                                |                                              | Democratic Unionist Party                    |
| East Londonderry                             | Gregory Campbell                             |                                              | Democratic Unionist Party                    |
| East Londonderry                             | John Dallat                                  |                                              | Social Democratic and Labour Party           |
| East Londonderry                             | Adrian McQuillan                             |                                              | Democratic Unionist Party                    |
| East Londonderry                             | Cathal Ó hOisín                              |                                              | Sinn Féin                                    |
| East Londonderry                             | George Robinson                              |                                              | Democratic Unionist Party                    |
| East Londonderry                             | Claire Sugden †                              |                                              | Independent                                  |
| Fermanagh and South Tyrone                   | Tom Elliott                                  |                                              | Ulster Unionist Party                        |
| Fermanagh and South Tyrone                   | Phil Flanagan                                |                                              | Sinn Féin                                    |
| Fermanagh and South Tyrone                   | Arlene Foster                                |                                              | Democratic Unionist Party                    |
| Fermanagh and South Tyrone                   | Bronwyn McGahan †                            |                                              | Sinn Féin                                    |
| Fermanagh and South Tyrone                   | Seán Lynch                                   |                                              | Sinn Féin                                    |
| Fermanagh and South Tyrone                   | Maurice Morrow                               |                                              | Democratic Unionist Party                    |
| Foyle                                        | Mark H. Durkan                               |                                              | Social Democratic and Labour Party           |
| Foyle                                        | Colum Eastwood                               |                                              | Social Democratic and Labour Party           |
| Foyle                                        | Gary Middleton ††                            |                                              | Democratic Unionist Party                    |
| Foyle                                        | Raymond McCartney                            |                                              | Sinn Féin                                    |
| Foyle                                        | Maeve McLaughlin †                           |                                              | Sinn Féin                                    |
| Foyle                                        | Pat Ramsey                                   |                                              | Social Democratic and Labour Party           |
| Lagan Valley                                 | Jonathan Craig                               |                                              | Democratic Unionist Party                    |
| Lagan Valley                                 | Paul Givan                                   |                                              | Democratic Unionist Party                    |
| Lagan Valley                                 | Brenda Hale                                  |                                              | Democratic Unionist Party                    |
| Lagan Valley                                 | Trevor Lunn                                  |                                              | Alliance Party of Northern Ireland           |
| Lagan Valley                                 | Basil McCrea ‡                               |                                              | NI21                                         |
| Lagan Valley                                 | Edwin Poots                                  |                                              | Democratic Unionist Party                    |
| Mid Ulster                                   | Ian McCrea                                   |                                              | Democratic Unionist Party                    |
| Mid Ulster                                   | Patsy McGlone                                |                                              | Social Democratic and Labour Party           |
| Mid Ulster                                   | Martin McGuinness                            |                                              | Sinn Féin                                    |
| Mid Ulster                                   | Ian Milne †                                  |                                              | Sinn Féin                                    |
| Mid Ulster                                   | Michelle O'Neill                             |                                              | Sinn Féin                                    |
| Mid Ulster                                   | Sandra Overend                               |                                              | Ulster Unionist Party                        |
| Newry and Armagh                             | Cathal Boylan                                |                                              | Sinn Féin                                    |
| Newry and Armagh                             | Dominic Bradley                              |                                              | Social Democratic and Labour Party           |
| Newry and Armagh                             | Megan Fearon †                               |                                              | Sinn Féin                                    |
| Newry and Armagh                             | William Irwin                                |                                              | Democratic Unionist Party                    |
| Newry and Armagh                             | Danny Kennedy                                |                                              | Ulster Unionist Party                        |
| Newry and Armagh                             | Conor Murphy ††                              |                                              | Sinn Féin                                    |
| North Antrim                                 | Jim Allister                                 |                                              | Traditional Unionist Voice                   |
| North Antrim                                 | Paul Frew                                    |                                              | Democratic Unionist Party                    |
| North Antrim                                 | David McIlveen                               |                                              | Democratic Unionist Party                    |
| North Antrim                                 | Daithí McKay                                 |                                              | Sinn Féin                                    |
| North Antrim                                 | Mervyn Storey                                |                                              | Democratic Unionist Party                    |
| North Antrim                                 | Robin Swann                                  |                                              | Ulster Unionist Party                        |
| North Down                                   | Steven Agnew                                 |                                              | Green Party in Northern Ireland              |
| North Down                                   | Leslie Cree                                  |                                              | Ulster Unionist Party                        |
| North Down                                   | Gordon Dunne                                 |                                              | Democratic Unionist Party                    |
| North Down                                   | Alex Easton                                  |                                              | Democratic Unionist Party                    |
| North Down                                   | Stephen Farry                                |                                              | Alliance Party of Northern Ireland           |
| North Down                                   | Peter Weir                                   |                                              | Democratic Unionist Party                    |
| South Antrim                                 | Trevor Clarke                                |                                              | Democratic Unionist Party                    |
| South Antrim                                 | David Ford                                   |                                              | Alliance Party of Northern Ireland           |
| South Antrim                                 | Paul Girvan                                  |                                              | Democratic Unionist Party                    |
| South Antrim                                 | Adrian Cochrane-Watson †                     |                                              | Ulster Unionist Party                        |
| South Antrim                                 | Pam Lewis                                    |                                              | Democratic Unionist Party                    |
| South Antrim                                 | Mitchel McLaughlin ‡                         |                                              | Speaker                                      |
| South Down                                   | Chris Hazzard †                              |                                              | Sinn Féin                                    |
| South Down                                   | John McCallister ‡                           |                                              | Independent                                  |
| South Down                                   | Karen McKevitt                               |                                              | Social Democratic and Labour Party           |
| South Down                                   | Seán Rogers †                                |                                              | Social Democratic and Labour Party           |
| South Down                                   | Caitríona Ruane                              |                                              | Sinn Féin                                    |
| South Down                                   | Jim Wells                                    |                                              | Democratic Unionist Party                    |
| Strangford                                   | Jonathan Bell                                |                                              | Democratic Unionist Party                    |
| Strangford                                   | Simon Hamilton                               |                                              | Democratic Unionist Party                    |
| Strangford                                   | Kieran McCarthy                              |                                              | Alliance Party of Northern Ireland           |
| Strangford                                   | Michelle McIlveen                            |                                              | Democratic Unionist Party                    |
| Strangford                                   | David McNarry ‡                              |                                              | UKIP                                         |
| Strangford                                   | Mike Nesbitt                                 |                                              | Ulster Unionist Party                        |
| Upper Bann                                   | Sydney Anderson                              |                                              | Democratic Unionist Party                    |
| Upper Bann                                   | Jo-Anne Dobson                               |                                              | Ulster Unionist Party                        |
| Upper Bann                                   | Sam Gardiner                                 |                                              | Ulster Unionist Party                        |
| Upper Bann                                   | Dolores Kelly                                |                                              | Social Democratic and Labour Party           |
| Upper Bann                                   | Stephen Moutray                              |                                              | Democratic Unionist Party                    |
| Upper Bann                                   | John O'Dowd                                  |                                              | Sinn Féin                                    |
| West Tyrone                                  | Michaela Boyle                               |                                              | Sinn Féin                                    |
| West Tyrone                                  | Thomas Buchanan                              |                                              | Democratic Unionist Party                    |
| West Tyrone                                  | Ross Hussey                                  |                                              | Ulster Unionist Party                        |
| West Tyrone                                  | Declan McAleer †                             |                                              | Sinn Féin                                    |
| West Tyrone                                  | Daniel McCrossan †                           |                                              | Social Democratic and Labour Party           |
| West Tyrone                                  | Barry McElduff                               |                                              | Sinn Féin                                    |

† Coopté en remplacement d'un MLA élu
‡ Changement d'affiliation en cours de mandat

## Nouveaux membres élus en mai 2011
Vingt-cinq membres de la troisième Assemblée qui siégeaient lors de sa dissolution le 24 mars 2011 ont été remplacés par de nouveaux membres après l'élection du 5 mai 2011. Dix-sept membres en exercice ne se sont pas présentés pour être réélus et huit autres ont été défaits aux urnes. Un membre réélu avait été élu avec une affiliation différente en 2007.
Les chiffres indiquent le pourcentage de votes que chaque membre a reçu au premier tour de dépouillement dans le cadre du vote unique transférable lors des élections de 2011, et le tour qui a décidé de son élection ou de sa défaite,.
Il s'agit d'un tableau triable classé par ordre alphabétique du nom de famille du nouveau membre. Dans certaines circonscriptions (Foyle, West Tyrone et Fermanagh & South Tyrone) où il n'est pas possible de coupler un seul membre sortant par parti avec un seul successeur, les membres entrants sont classés par ordre alphabétique (le second peut donc être hors ordre alphabétique avec le reste du tableau) et les membres sortants sont disposés arbitrairement..
| Membre sortant(s)                                                       | Parti                           | 1er pref | Tour | Circonscription          | Nouveau membre(s)                  | Parti          | 1er pref   | Tour |
| ----------------------------------------------------------------------- | ------------------------------- | -------- | ---- | ------------------------ | ---------------------------------- | -------------- | ---------- | ---- |
| Brian Wilson (en) (retraite)                                            | Green Party in N. Ireland       | —        | —    | North Down               | Steven Agnew                       | Green          | 7.9%       | 11   |
| Declan O'Loan (en)                                                      | SDLP                            | 9.1%     | 9    | North Antrim             | Jim Allister                       | Trad. U. Voice | 10.1%      | 9    |
| Claire McGill (en) (retraite)                                           | Sinn Féin                       | —        | —    | West Tyrone              | Michaela Boyle (en)                | Sinn Féin      | 12.9%      | 4    |
| Fred Cobain (en)                                                        | Ulster Unionist                 | 8.2%     | 7    | Belfast North            | Paula Bradley (en)                 | DUP            | 10.4%      | 6    |
| Allan Bresland (en) Kieran Deeny (en) (retraite)                        | Democratic Unionist Independent | 10.3% —  | 0 —  | West Tyrone              | Joe Byrne (en) Ross Hussey (en)    | SDLP UUP       | 8.5% 10.4% | 5    |
| Dawn Purvis (en)                                                        | Ind. (élu comme Prog. U.)       | 5.3%     | 11   | Belfast East             | Judith Cochrane (en)               | Alliance       | 13.4%      | 7    |
| Reg Empey (retraite) Lord Empey                                         | Ulster Unionist                 | —        | —    | Belfast East             | Michael Copeland (en)              | UUP            | 6.8%       | 11   |
| Seán Neeson (en) (retraite)                                             | Alliance                        | —        | —    | East Antrim              | Stewart Dickson (en)               | Alliance       | 10.0%      | 9    |
| George Savage (en) (retraite)                                           | Ulster Unionist                 | —        | —    | Upper Bann               | Jo-Anne Dobson (en)                | UUP            | 7.9%       | 7    |
| Wallace Browne (retraite) Baron Browne de Belmont                       | Democratic Unionist             | —        | —    | Belfast East             | Sammy Douglas (en)                 | DUP            | 8.3%       | 11   |
| Alan McFarland (en)                                                     | Ind. (élu comme UUP)            | 6.7%     | 9    | North Down               | Gordon Dunne (en)                  | DUP            | 13.3%      | 2    |
| Pól Callaghan (en) [a remplacé Mark Durkan, MP] Mary Bradley (retiring) | SDLP                            | 6.8% —   | 4 —  | Foyle                    | Mark H. Durkan (en) Colum Eastwood | SDLP           | 12.8% 7.6% | 4 7  |
| Tommy Gallagher (en)                                                    | SDLP                            | 9.6%     | 6    | Fermanagh & South Tyrone | Phil Flanagan (en)                 | Sinn Féin      | 10.6%      | 6    |
| Gerry McHugh (en) (retraite)                                            | Ind. (élu comme SF)             | —        | —    | Fermanagh & South Tyrone | Seán Lynch (en)                    | Sinn Féin      | 10.7%      | 6    |
| Paul Butler (en) (retraite)                                             | Sinn Féin                       | —        | —    | Lagan Valley             | Brenda Hale (en)                   | DUP            | 8.2%       | 7    |
| Thomas Burns (en)                                                       | SDLP                            | 10.6%    | 0    | South Antrim             | Pam Lewis (en)                     | DUP            | 8.9%       | 4    |
| Ian Paisley, PC (retraite) Lord Bannside                                | Democratic Unionist             | —        | —    | North Antrim             | David McIlveen (en)                | DUP            | 8.1%       | 8    |
| P.J. Bradley (en) (retraite)                                            | SDLP                            | —        | —    | South Down               | Karen McKevitt (en)                | SDLP           | 9.0%       | 9    |
| Ken Robinson (en) (retraite)                                            | Ulster Unionist                 | —        | —    | East Antrim              | Oliver McMullan (en)               | Sinn Féin      | 8.2%       | 10   |
| Simpson Gibson (en) (retraite) [a remplacé Jim Shannon]                 | Democratic Unionist             | —        | —    | Strangford               | Mike Nesbitt                       | UUP            | 11.0%      | 6    |
| Billy Leonard (en) (retraite) [a remplacé Francie Brolly]               | Sinn Féin (suspendu)            | —        | —    | East Londonderry         | Cathal Ó hOisín (en)               | Sinn Féin      | 13.5%      | 6    |
| Billy Armstrong (retraite)                                              | Ulster Unionist                 | —        | —    | Mid Ulster               | Sandra Overend (en)                | UUP            | 10.3%      | 6    |
| Robert Coulter (en) (retraite)                                          | Ulster Unionist                 | —        | —    | North Antrim             | Robin Swann                        | UUP            | 6.2%       | 9    |

### Membre revenant avec une affiliation différente
David McClarty, initialement élu de East Londonderry en tant qu’unioniste de l’Ulster, bien qu’il n’ait pas été réélu par l’UUP en 2011, il s’est présenté avec succès aux élections en tant qu’indépendant. Cela a réduit la force de l’UUP à partir de 2007, tout en conservant une force indépendante à l’Assemblée (car Kieran Deeny, membre indépendant sortant, n’a pas été remplacé dans West Tyrone par un autre indépendant). McClarty a décidé de ne pas rejoindre l’UUP après sa réélection,.

## Changements depuis l'élection

### † Co-options
| Date cooptation   | Circonscription            | Parti | Parti     | Sortant            | Coopté                 | Raison |
| ----------------- | -------------------------- | ----- | --------- | ------------------ | ---------------------- | --- |
| 1 Avril 2012      | South Down                 |       | SDLP      | Margaret Ritchie   | Seán Rogers            | Margaret Ritchie a démissionné pour se concentrer sur son rôle de Membre du Parlement.                          |
| 13 Avril 2012     | South Down                 |       | Sinn Féin | Willie Clarke      | Chris Hazzard          | Willie Clarke a démissionné pour se concentrer sur son rôle de conseiller du district de Down.                  |
| 14 Juin 2012      | Foyle                      |       | Sinn Féin | Martina Anderson   | Maeve McLaughlin       | Martina Anderson a démissionné après être devenue membre du Parlement européen.                                 |
| 7 Juillet 2012    | Newry and Armagh           |       | Sinn Féin | Conor Murphy       | Megan Fearon           | Conor Murphy a démissionné pour se concentrer sur son rôle de Membre du Parlement.                              |
| 7 Juillet 2012    | West Tyrone                |       | Sinn Féin | Pat Doherty        | Declan McAleer         | Pat Doherty a démissionné pour se concentrer sur son rôle de Membre du Parlement.                               |
| 7 Juillet 2012    | Belfast West               |       | Sinn Féin | Paul Maskey        | Rosie McCorley         | Paul Maskey a démissionné pour se concentrer sur son rôle de Membre du Parlement.                               |
| 7 Juillet 2012    | Fermanagh and South Tyrone |       | Sinn Féin | Michelle Gildernew | Bronwyn McGahan        | Michelle Gildernew a démissionné pour se concentrer sur son rôle de Membre du Parlement.                        |
| 8 Avril 2013      | Mid Ulster                 |       | Sinn Féin | Francie Molloy     | Ian Milne              | Francie Molloy a démissionné pour se concentrer sur son rôle de Membre du Parlement.                            |
| 12 Septembre 2013 | Belfast South              |       | SDLP      | Conall McDevitt    | Fearghal McKinney      | Conall McDevitt a démissionné.                                                                                  |
| 6 Mai 2014        | East Londonderry           |       | Ind U     | David McClarty     | Claire Sugden          | David McClarty est décédé.                                                                                      |
| 20 Octobre 2014   | Foyle                      |       | DUP       | William Hay        | Maurice Devenney       | William Hay a démissionné.                                                                                      |
| 22 Octobre 2014   | Belfast South              |       | Sinn Féin | Alex Maskey        | Máirtín Ó Muilleoir    | Alex Maskey a démissionné afin d'être transféré à Belfast West.                                                 |
| 3 Novembre 2014   | Belfast West               |       | Sinn Féin | Sue Ramsey         | Alex Maskey            | Sue Ramsey a démissionné.                                                                                       |
| 13 Avril 2015     | Foyle                      |       | DUP       | Maurice Devenney   | Gary Middleton         | Maurice Devenney a démissionné.                                                                                 |
| 8 Juin 2015       | Newry and Armagh           |       | Sinn Féin | Mickey Brady       | Conor Murphy           | Mickey Brady a été élu Membre du Parlement pour Newry and Armagh lors des élections générales de 2015.          |
| 29 Juin 2015      | South Antrim               |       | UUP       | Danny Kinahan      | Adrian Cochrane-Watson | Danny Kinahan a été élu Membre du Parlement pour South Antrim lors des élections générales de 2015.             |
| 29 Juin 2015      | Fermanagh and South Tyrone |       | UUP       | Tom Elliott        | Neil Somerville        | Tom Elliott a été élu Membre du Parlement pour Fermanagh and South Tyrone lors des élections générales de 2015. |
| 29 Juin 2015      | Belfast South              |       | SDLP      | Alasdair McDonnell | Claire Hanna           | Alasdair McDonnell a démissionné pour se concentrer sur son rôle de Membre du Parlement.                        |
| 19 Aout 2015      | East Antrim                |       | DUP       | Sammy Wilson       | Gordon Lyons           | Sammy Wilson a démissionné pour se concentrer sur son rôle de Membre du Parlement.                              |
| 15 Septembre 2015 | Belfast East               |       | UUP       | Michael Copeland   | Andy Allen             | Michael Copeland a démissionné.                                                                                 |
| 28 Septembre 2015 | Belfast South              |       | DUP       | Jimmy Spratt       | Emma Pengelly          | Jimmy Spratt a démissionné.                                                                                     |
| 7 Janvier 2016    | Foyle                      |       | SDLP      | Pat Ramsey         | Gerard Diver           | Pat Ramsey a démissionné.                                                                                       |
| 7 Janvier 2016    | West Tyrone                |       | SDLP      | Joe Byrne          | Daniel McCrossan       | Joe Byrne a démissionné.                                                                                        |
| 27 Janvier 2016   | Fermanagh and South Tyrone |       | UUP       | Neil Somerville    | Alastair Patterson     | Neil Somerville a démissionné.                                                                                  |

### ‡ Changements d'affiliation
| Date            | Circonscription | Nom                | Affiliation précédente | Affiliation précédente | Nouvelle affiliation | Nouvelle affiliation | Circonstance |
| --------------- | --------------- | ------------------ | ---------------------- | ---------------------- | -------------------- | -------------------- | --- |
| 12 Mai 2011     | Foyle           | William Hay        |                        | DUP                    |                      | Speaker              | William Hay élu Speaker de l'Assemblée à sa première séance. |
| 27 Janvier 2012 | Strangford      | David McNarry      |                        | UUP                    |                      | Ind U                | David McNarry suspendu de l'UUP pour neuf mois après une enquête menée par le parti. |
| 4 Octobre 2012  | Strangford      | David McNarry      |                        | Ind U                  |                      | UKIP                 | David McNarry a rejoint l'UKIP en devenant le premier MLA d'Irlande du Nord du parti. |
| 14 Février 2013 | South Down      | John McCallister   |                        | UUP                    |                      | Ind U                | John McCallister a démissionné de l'UUP après avoir conclu un pacte électoral avec le DUP. |
| 15 Février 2013 | Lagan Valley    | Basil McCrea       |                        | UUP                    |                      | Ind U                | Basil McCrea a démissionné de l'UUP après avoir conclu un pacte électoral avec le DUP. |
| 6 Juin 2013     | South Down      | John McCallister   |                        | Ind U                  |                      | NI21                 | John McCallister et McCrea ont créé un nouveau parti politique. |
| 6 Juin 2013     | Lagan Valley    | Basil McCrea       |                        | Ind U                  |                      | NI21                 | Basil McCrea et McCallister ont créé un nouveau parti politique. |
| 3 Juillet 2014  | South Down      | John McCallister   |                        | NI21                   |                      | Ind U                | John McCallister démissionne de NI21 en raison de différends avec la direction du parti au sujet d’une enquête sur des actes répréhensibles sexuels commis par le leader du parti, Basil McCrea. |
| 12 Janvier 2015 | South Antrim    | Mitchel McLaughlin |                        | Sinn Féin              |                      | Speaker              | Mitchel McLaughlin élu Speaker de l'Assemblée à la suite du départ à la retraite de William Hay.                                                                                                 |